# Coelichneumon fulvipes
Coelichneumon fulvipes là một loài tò vò trong họ Ichneumonidae.